# モントレー・ジャズフェスティバル・イン・能登
モントレー・ジャズフェスティバル・イン・能登（モントレー・ジャズフェスティバル・イン・のと、Monterey Jazz Festival in NOTO）は、石川県七尾市で開催されるジャズ・フェスティバル。

## 概要
七尾市の友好都市であるモントレーとの国際交流を目的に、1989年（平成元年）8月から開催。
毎年7月第4土曜日に七尾マリンパーク（第15回までは和倉温泉シーサイドパークが主会場）で開催される。世界三大ジャズ・フェスティバルの1つであるモントレー・ジャズ・フェスティバル（MJF）から唯一名称の使用許諾を得ている。
2024年、実行委員会が第11回JASRAC音楽文化賞を受賞した。

## 開催形式
毎年モントレーから、高校生の選抜ビッグバンド“MJFハイスクール・オールスター・バンド”を招聘し、七尾市内等でホームステイを実施。七尾モントレー友好協会等のイベントにも参加している。2006年からは小中高校生による“石川ジュニアジャズアカデミーバンド”を編成し、日米友好を深めるなど、日米のプロミュージシャンによる演奏はもちろん、ジャズによる国際交流事業や教育にも取り組んでいる。

## 開催年表
| 回 | 開催年              | 開催日                               | 会場                                 | 備考                                         |
| -- | ------------------- | ------------------------------------ | ------------------------------------ | -------------------------------------------- |
| 1  | 1989年 （平成元年） | 8月10日                              | 和倉温泉シーサイドパーク             |                                              |
| 2  | 1990年 （平成2年）  | 8月19日                              | 和倉温泉シーサイドパーク             |                                              |
| 3  | 1991年 （平成3年）  | 8月3日                               | 和倉温泉シーサイドパーク             | 全日本社会人ビッグバンドコンテスト           |
| 3  | 1991年 （平成3年）  | 8月4日                               | 和倉温泉シーサイドパーク             | 本祭                                         |
| 4  | 1992年 （平成4年）  | 8月1日                               | 和倉温泉シーサイドパーク             | 全日本社会人ビッグバンドコンテスト           |
| 4  | 1992年 （平成4年）  | 8月2日                               | 和倉温泉シーサイドパーク             | 本祭                                         |
| 5  | 1993年 （平成5年）  | 7月31日                              | 和倉温泉シーサイドパーク             | 全日本社会人ビッグバンドコンテスト           |
| 5  | 1993年 （平成5年）  | 8月1日                               | 和倉温泉シーサイドパーク             | 本祭                                         |
| 6  | 1994年 （平成6年）  | 8月6日                               | 和倉温泉シーサイドパーク             | -                                            |
| 6  | 1994年 （平成6年）  | 8月7日                               | 和倉温泉シーサイドパーク             | 本祭                                         |
| 7  | 1995年 （平成7年）  | 8月6日                               | 和倉温泉シーサイドパーク             |                                              |
| 8  | 1996年 （平成8年）  | 8月4日                               | 和倉温泉シーサイドパーク             |                                              |
| 9  | 1997年 （平成9年）  | 8月9日                               | 和倉温泉シーサイドパーク             |                                              |
| 10 | 1998年 （平成10年） | 8月8日                               | 和倉温泉シーサイドパーク             |                                              |
| 11 | 1999年 （平成11年） | 7月31日                              | 和倉温泉シーサイドパーク             |                                              |
| 12 | 2000年 （平成12年） | 7月29日                              | 和倉温泉シーサイドパーク             |                                              |
| 13 | 2001年 （平成13年） | 7月28日                              | 和倉温泉シーサイドパーク             |                                              |
| 14 | 2002年 （平成14年） | 7月27日                              | 和倉温泉シーサイドパーク             |                                              |
| 15 | 2003年 （平成15年） | 7月26日                              | 和倉温泉シーサイドパーク             | アマチュアコンテスト                         |
| 15 | 2003年 （平成15年） | 7月27日                              | 和倉温泉シーサイドパーク             | 本祭                                         |
| 16 | 2004年 （平成16年） | 7月24日                              | 七尾マリンパーク                     |                                              |
| 17 | 2005年 （平成17年） | 7月30日                              | 七尾マリンパーク                     |                                              |
| 18 | 2006年 （平成18年） | 7月29日                              | 七尾マリンパーク                     |                                              |
| 19 | 2007年 （平成19年） | 7月28日                              | 七尾マリンパーク                     |                                              |
| 20 | 2008年 （平成20年） | 7月26日                              | 七尾マリンパーク他                   | 本祭                                         |
| 20 | 2008年 （平成20年） | 7月27日                              | 七尾マリンパーク他                   | ユースジャズフェスティバルジャパン・イン七尾 |
| 21 | 2009年 （平成21年） | 7月25日                              | 七尾マリンパーク                     |                                              |
| 22 | 2010年 （平成22年） | 7月24日                              | 七尾マリンパーク                     |                                              |
| 23 | 2011年 （平成23年） | 7月23日                              | 七尾マリンパーク                     |                                              |
| 24 | 2012年 （平成24年） | 7月28日                              | 七尾マリンパーク                     |                                              |
| 25 | 2013年 （平成25年） | 7月27日                              | 七尾マリンパーク                     |                                              |
| 26 | 2014年 （平成26年） | 7月26日                              | 七尾マリンパーク                     |                                              |
| 27 | 2015年 （平成27年） | 7月25日                              | 七尾マリンパーク                     |                                              |
| 28 | 2016年 （平成28年） | 7月30日                              | 七尾マリンパーク                     |                                              |
| 29 | 2017年 （平成29年） | 7月29日                              | 七尾マリンパーク                     |                                              |
| 30 | 2018年 （平成30年） | 7月28日                              | 七尾マリンパーク                     |                                              |
| 31 | 2019年 （令和元年） | 7月27日                              | 七尾マリンパーク                     |                                              |
| 32 | 2020年 （令和2年）  | 新型コロナウイルス感染防止のため中止 | 新型コロナウイルス感染防止のため中止 | 新型コロナウイルス感染防止のため中止         |

## アクセス
主催者側はJR西日本の七尾線の利用を推奨しており、開催日には金沢駅 - 七尾駅間を運行すする臨時快速列車「モントレージャズ号」が1往復設定される。